# Okerborsttangare
De okerborsttangare (Chlorothraupis stolzmanni) is een zangvogel uit de familie Cardinalidae (kardinaalachtigen).

## Verspreiding en leefgebied
Deze soort telt 2 ondersoorten:
- C. s. dugandi: zuidwestelijk Colombia en noordwestelijk Ecuador.
- C. s. stolzmanni: westelijk Ecuador.